# 瓦伦费尔斯
瓦伦费尔斯是德国巴伐利亚州的一个市镇。总面积45.66平方公里，总人口2850人，其中男性1398人，女性1452人（2011年12月31日），人口密度62人/平方公里。